# Байюда (пустиня)
Пустинята Байюда се намира северно от днешен Хартум, Судан, южно от Нубийската пустиня. Част е от пустинята Сахара. Тя е популярна дестинация за геологичен, археологичен и исторически туризъм. 